# Nati il 13 gennaio

## II secolo(1)
- 101 - Lucio Elio Cesare, politico e militare romano († 138)

## X secolo(1)
- 915 - Al-Hakam II ibn Abd al-Rahman, califfo († 976)

## XIV secolo(4)
- 1332 - Enrico II di Castiglia, re spagnolo († 1379)
- 1334 - Fadrique Alfonso de Castilla, nobile spagnolo († 1358)
- 1381 - Coletta di Corbie, religiosa e santa francese († 1447)
- 1400 - Giovanni d'Aviz, nobile († 1442)

## XV secolo(2)
- 1406 - Matteo Palmieri, umanista e filosofo italiano († 1475)
- 1477 - Henry Algernon Percy, V conte di Northumberland, conte britannico († 1527)

## XVI secolo(4)
- 1505 - Gioacchino II di Brandeburgo, nobile tedesco († 1571)
- 1512 - Gaspar de Quiroga y Vela, cardinale e arcivescovo cattolico spagnolo († 1594)
- 1590 - Bruno Bruni, gesuita e missionario italiano († 1640)
- 1596 - Jan van Goyen, pittore olandese († 1656)

## XVII secolo(10)
- 1610 - Maria Anna d'Asburgo († 1665)
- 1616 - Antoinette Bourignon, mistica fiamminga († 1680)
- 1635 - Philipp Jacob Spener, teologo tedesco († 1705)
- 1652 - Henry Booth, I conte di Warrington, militare e politico inglese († 1694)
- 1657 - Ilario Spolverini, pittore italiano († 1734)
- 1659 - Johann Arnold Nering, architetto tedesco († 1695)
- 1667 - Jean Dumont, scrittore e storiografo francese († 1727)
- 1672 - Lucia Filippini, religiosa italiana († 1732)
- 1674 - Prosper Jolyot de Crébillon, poeta e drammaturgo francese († 1762)
- 1693 - Pietro Calepio, scrittore italiano († 1762)

## XVIII secolo(39)
- 1703 - Filippo Farsetti, mecenate italiano († 1774)
- 1707 - John Boyle, V conte di Cork, scrittore irlandese († 1762)
- 1713 - Charlotte Charke, attrice teatrale inglese († 1760)
- 1720 - Richard Hurd, vescovo anglicano e critico letterario britannico († 1808)
- 1722 - Charles Walmesley, vescovo cattolico britannico († 1797)
- 1724 - Sofia Antonia di Brunswick-Wolfenbüttel, nobile tedesca († 1802)
- 1726 - Friedrich Wilhelm von Raison, politico e educatore tedesco († 1791)
- 1727 - Pierre Laujon, paroliere e drammaturgo francese († 1811)
- 1731 - Carl von Gontard, architetto tedesco († 1791)
- 1734 - Luca Sorgo, compositore dalmata († 1789)
- 1737 - Joseph Hilarius Eckhel, gesuita e numismatico austriaco († 1798)
- 1741 - Louis-Apollinaire de La Tour du Pin-Montauban, arcivescovo cattolico francese († 1807)
- 1743 - Caroline Russell, nobildonna inglese († 1811)
- 1746 - Thomas Howard, III conte di Effingham, nobile e politico britannico († 1791)
- 1748 - François Étienne de Rosily-Mesros, ammiraglio francese († 1832)
- 1749 - Friedrich Müller, poeta, drammaturgo e pittore tedesco († 1825)
- 1750 - Médéric Louis Élie Moreau de Saint-Méry, giurista e politico francese († 1819)
- 1752 - Eleonora de Fonseca Pimentel, patriota, politica e giornalista italiana († 1799)
- 1753 - Bartolomeo Gandolfi, fisico, chimico e naturalista italiano († 1824)
- 1755 - Domenico Mombelli, tenore, compositore e impresario teatrale italiano († 1835)
- 1761 - Luigi Travelli, presbitero e poeta italiano († 1836)
- 1766 - Beyhan Sultan, principessa ottomana († 1824)
- 1770 - Anatole Devosge, pittore francese († 1850)
- 1775 - Gerardus Craeyvanger, musicista olandese († 1855)
- 1775 - Stanisław Kostka Zamoyski, nobile e politico polacco († 1856)
- 1775 - Agostino Timoleone di Cossé-Brissac, politico francese († 1848)
- 1778 - Mariano da Roccacasale, religioso italiano († 1866)
- 1780 - Basilio Amati, scrittore italiano († 1830)
- 1785 - Carl Adolph Agardh, botanico, politico e vescovo luterano svedese († 1859)
- 1786 - Philippe-Jacques van Bree, pittore belga († 1871)
- 1787 - Julien Pierre Anne Lalande, politico e ufficiale francese († 1844)
- 1792 - Jakob Schlesinger, pittore e restauratore tedesco († 1855)
- 1793 - Alexis Decomberousse, drammaturgo e librettista francese († 1862)
- 1793 - Carlo Varese, medico, scrittore e storico italiano († 1866)
- 1795 - Armand-Pierre Caussin de Perceval, orientalista e lessicografo francese († 1871)
- 1799 - Antoine Laurent Bayle, medico, psichiatra e neurologo francese († 1858)
- 1800 - Aleksej Alekseevič Bobrinskij, ufficiale russo († 1868)
- 1800 - Pasquale Catalano Gonzaga, politico italiano († 1869)
- 1800 - Anton Fugger von Babenhausen, principe e politico tedesco († 1836)

## XIX secolo(185)
- 1801 - Faustino Sanseverino, nobile e politico italiano († 1878)
- 1803 - Gustavo Modena, attore teatrale e patriota italiano († 1861)
- 1803 - Otto von Wolframsdorf, architetto tedesco († 1849)
- 1805 - José Domingo Costa y Borrás, arcivescovo cattolico spagnolo († 1864)
- 1806 - Michel Chevalier, economista francese († 1879)
- 1806 - Eugen Napoleon Neureuther, pittore, disegnatore e litografo tedesco († 1882)
- 1806 - Jovan Sterija Popović, scrittore, drammaturgo e docente serbo († 1856)
- 1807 - Bartolomea Capitanio, religiosa italiana († 1833)
- 1808 - Salmon Portland Chase, politico e giurista statunitense († 1873)
- 1809 - Friedrich Ferdinand von Beust, politico austriaco († 1886)
- 1809 - Giuseppe Patrizi, presbitero italiano († 1846)
- 1810 - Ernestine Rose, attivista polacca († 1892)
- 1810 - Jean-Marie Saisset, militare e politico francese († 1879)
- 1811 - Domingos José Gonçalves de Magalhães, diplomatico, medico e poeta brasiliano († 1882)
- 1812 - Domenico Mauro, politico, letterato e patriota italiano († 1873)
- 1813 - Giuseppe Barellai, patriota e medico italiano († 1884)
- 1814 - Michelangelo Celesia, cardinale e arcivescovo cattolico italiano († 1904)
- 1815 - Johann von Dumreicher, chirurgo austro-ungarico († 1880)
- 1815 - Rosina Stoltz, compositrice e cantante francese († 1903)
- 1817 - Filippo Campus Chessa, vescovo cattolico italiano († 1887)
- 1819 - Emilio Ferrero, politico e generale italiano († 1887)
- 1823 - Giacomo Cattani, cardinale e arcivescovo cattolico italiano († 1887)
- 1826 - Cesare Mariani, pittore italiano († 1901)
- 1827 - María Ana Mogas Fontcuberta, religiosa spagnola († 1886)
- 1828 - J.P. Knight, ingegnere britannico († 1886)
- 1829 - Giuseppe Cavaleri, pittore e scultore italiano († 1880)
- 1830 - Filippo Filippi, critico musicale e compositore italiano († 1887)
- 1831 - Giuseppe Loss, alpinista austro-ungarico († 1880)
- 1831 - Luigi Mattia Zorn, arcivescovo cattolico sloveno († 1897)
- 1832 - Horatio Alger, scrittore statunitense († 1899)
- 1832 - Zerah Colburn, ingegnere e giornalista statunitense († 1870)
- 1834 - John Gilbert Baker, botanico britannico († 1920)
- 1834 - Elis Fischer, banchiere, avvocato e politico svedese († 1889)
- 1835 - Parmenio Bettoli, giornalista, scrittore e commediografo italiano († 1907)
- 1835 - Isaac Myers, sindacalista statunitense († 1891)
- 1836 - Giuseppe Abbati, pittore e patriota italiano († 1868)
- 1836 - Federico Gattorno, militare e politico italiano († 1913)
- 1837 - Pizzichicchio, brigante italiano († 1864)
- 1838 - Ernst Christian Achelis, teologo tedesco († 1912)
- 1838 - Julius Meurer, alpinista e scrittore austriaco († 1923)
- 1838 - André Rebouças, ingegnere brasiliano († 1898)
- 1839 - Emilio Orsini, scacchista e compositore di scacchi italiano († 1898)
- 1840 - Gumersindo de Azcarate, scrittore e politico spagnolo († 1917)
- 1840 - Michael Haller, compositore e insegnante tedesco († 1915)
- 1841 - Felice Cavagnis, cardinale italiano († 1906)
- 1842 - Felice Barnabei, archeologo e politico italiano († 1922)
- 1842 - Ivan Aleksandrovič Chudjakov, etnografo e rivoluzionario russo († 1876)
- 1843 - Ernest Chantre, archeologo, antropologo e naturalista francese († 1924)
- 1843 - David Ferrier, psicologo e neurologo scozzese († 1924)
- 1843 - Louis Léger, scrittore e traduttore francese († 1923)
- 1843 - Francesco Trombetta, chirurgo italiano († 1898)
- 1845 - Félix Tisserand, astronomo francese († 1896)
- 1846 - Benigno Ferreira, giurista e politico paraguaiano († 1920)
- 1847 - Edmond Louis Dupain, pittore francese († 1933)
- 1847 - Osip Michajlovič Lerner, letterato, scrittore e critico letterario russo († 1907)
- 1847 - Samuel Tinsley, scacchista inglese († 1903)
- 1848 - Antonietta Brandeis, pittrice italiana († 1926)
- 1848 - Lilla Cabot Perry, pittrice statunitense († 1933)
- 1849 - Alexander Bruce, VI Lord Balfour di Burleigh, politico e banchiere scozzese († 1921)
- 1849 - Erwin Bälz, medico tedesco († 1913)
- 1850 - Hermann Möller, linguista e filologo danese († 1923)
- 1851 - Franz Friedrich Kohl, entomologo austriaco († 1924)
- 1853 - Camille-Félix Bellanger, pittore e incisore francese († 1923)
- 1853 - Johann Baptist Schott, architetto tedesco († 1913)
- 1854 - Hector Frederik Estrup Jungersen, zoologo danese († 1917)
- 1854 - Léon Lecornu, ingegnere e fisico francese († 1940)
- 1855 - Otto Lehmann, fisico tedesco († 1922)
- 1856 - Carl Albert Weber, botanico tedesco († 1931)
- 1857 - Henriot, scrittore e disegnatore francese († 1933)
- 1857 - Henry Thode, storico dell'arte tedesco († 1920)
- 1858 - Edmond Aman-Jean, pittore, incisore e critico d'arte francese († 1936)
- 1858 - Oskar Minkowski, medico lituano († 1931)
- 1859 - Kostis Palamas, poeta e giornalista greco († 1943)
- 1859 - Maurice Paléologue, diplomatico, storico e scrittore francese († 1944)
- 1859 - Henry Meynell Rheam, pittore e illustratore britannico († 1920)
- 1861 - Max Nonne, medico tedesco († 1959)
- 1862 - Arisugawa Takehito, militare giapponese († 1913)
- 1862 - Elizabeth Caland, pianista tedesca († 1929)
- 1863 - Viktor Ivanovič Nesmelov, teologo e filosofo russo († 1937)
- 1864 - Hanna Pauli, pittrice svedese († 1940)
- 1864 - Wilhelm Wien, fisico tedesco († 1928)
- 1865 - Emmanuel Pontremoli, architetto francese († 1956)
- 1865 - Franz Zimmer, alpinista e imprenditore austriaco († 1941)
- 1865 - Maria d'Orléans, nobile francese († 1909)
- 1866 - Dinu Brătianu, politico rumeno († 1950)
- 1866 - Giuseppe Gualandi, ingegnere e architetto italiano († 1944)
- 1866 - Vasilij Sergeevič Kalinnikov, compositore russo († 1901)
- 1868 - Julian Borchardt, politico e giornalista tedesco († 1932)
- 1869 - Antonio Gómez Restrepo, diplomatico, poeta e saggista colombiano († 1947)
- 1869 - Emanuele Filiberto di Savoia-Aosta, generale italiano († 1931)
- 1869 - Ida Carloni Talli, attrice italiana († 1940)
- 1870 - Giovanni De Martino, scultore italiano († 1935)
- 1870 - Jędrzej Moraczewski, politico polacco († 1944)
- 1870 - Henryk Opienski, compositore e musicologo polacco († 1942)
- 1871 - Henri Claudel, generale francese († 1956)
- 1871 - Mihal Grameno, politico, scrittore e giornalista albanese († 1931)
- 1873 - Vasile Suciu, arcivescovo cattolico rumeno († 1935)
- 1873 - Émile Vardannes, attore, regista e sceneggiatore francese († 1951)
- 1874 - Jozef-Ernest Van Roey, cardinale e arcivescovo cattolico belga († 1961)
- 1875 - Ruggero Bovelli, arcivescovo cattolico italiano († 1954)
- 1875 - Joseph Vendryes, linguista francese († 1960)
- 1876 - Jānis Akuraters, scrittore lettone († 1937)
- 1876 - Charles Burnell, canottiere britannico († 1969)
- 1876 - Luther P. Eisenhart, matematico statunitense († 1965)
- 1876 - Lucy Feagin, insegnante statunitense († 1963)
- 1876 - Erhard Schmidt, matematico tedesco († 1959)
- 1878 - Chen Jiongming, giurista, militare e rivoluzionario cinese († 1933)
- 1878 - Geert Lotsij, canottiere olandese († 1959)
- 1878 - Vasilij Vital'evič Šul'gin, politico russo († 1976)
- 1879 - Emma Ciardi, pittrice italiana († 1933)
- 1879 - Melvin Jones, dirigente d'azienda, filantropo e attivista statunitense († 1961)
- 1879 - Giuseppe Pedrazzini, liutaio italiano († 1957)
- 1880 - Herbert Brenon, regista, sceneggiatore e attore irlandese († 1958)
- 1880 - Harry Lott, canottiere statunitense († 1949)
- 1880 - Umberto Pugliese, generale italiano († 1961)
- 1880 - Sajjan Singh di Ratlam, principe e militare indiano († 1947)
- 1880 - Ruby Pickens Tartt, antropologa e scrittrice statunitense († 1974)
- 1881 - Martin Holt, schermidore britannico († 1956)
- 1881 - Cesare Maggi, pittore italiano († 1961)
- 1881 - Wilhelm Worringer, storico dell'arte tedesco († 1965)
- 1882 - Mona Darkfeather, attrice statunitense († 1977)
- 1882 - Spiros Melàs, drammaturgo, regista teatrale e giornalista greco († 1966)
- 1882 - Domenico Savino, compositore italiano († 1973)
- 1883 - Rudolf Allers, psichiatra austriaco († 1963)
- 1883 - Nate Cartmell, velocista, cestista e allenatore di pallacanestro statunitense († 1967)
- 1883 - Arturo di Connaught, principe inglese († 1938)
- 1883 - Armand Dufaux, imprenditore e aviatore svizzero († 1941)
- 1883 - Adrian Johnson, sceneggiatore statunitense († 1964)
- 1883 - Franz Xaver Seppelt, presbitero tedesco († 1956)
- 1884 - Mario D'Annunzio, politico italiano († 1964)
- 1884 - Sibyl Mary Hathaway, britannica († 1974)
- 1884 - Ettore Petrolini, attore, cabarettista e cantante italiano († 1936)
- 1884 - Joseph Rock, esploratore, geografo e medico austriaco († 1962)
- 1884 - Sophie Tucker, cantante, attrice e cabarettista statunitense († 1966)
- 1885 - Lauro Bosio, militare, calciatore e arbitro di calcio italiano († 1915)
- 1885 - Rasmus Hansen, ginnasta danese († 1967)
- 1885 - James V. Monaco, compositore italiano († 1945)
- 1886 - André François, calciatore francese († 1915)
- 1886 - Art Ross, hockeista su ghiaccio, allenatore di hockey su ghiaccio e dirigente sportivo canadese († 1964)
- 1887 - Alban Curteis, ammiraglio britannico († 1961)
- 1887 - Gabriel Gabrio, attore francese († 1946)
- 1887 - Friedrich Gogarten, teologo tedesco († 1967)
- 1887 - Joel Teitelbaum, rabbino e mistico ungherese († 1979)
- 1888 - Wladimir Baranoff-Rossine, pittore ucraino († 1944)
- 1888 - Pietro Leone, allenatore di calcio e calciatore italiano († 1958)
- 1889 - Cipriano Facchinetti, giornalista e politico italiano († 1952)
- 1889 - Vasilij Grigor'evič Fesenkov, astrofisico sovietico († 1972)
- 1889 - Antonio Franceschini, generale italiano († 1952)
- 1889 - Lev Zacharovič Mechlis, politico e generale sovietico († 1953)
- 1889 - Jenő Rittich, ginnasta ungherese († 1961)
- 1890 - Primo Mazzolari, presbitero, scrittore e partigiano italiano († 1959)
- 1890 - Ugo Moncada di Paternò, nobile, politico e imprenditore italiano († 1974)
- 1890 - Fritz Odemar, attore tedesco († 1955)
- 1890 - Jüri Uluots, politico e avvocato estone († 1945)
- 1891 - Julio Baghy, esperantista e scrittore ungherese († 1967)
- 1891 - Christopher Michael Maltby, generale britannico († 1980)
- 1891 - Miguel Agustín Pro, presbitero e gesuita messicano († 1927)
- 1891 - Vasilij Žitarev, calciatore russo († 1961)
- 1892 - Giuseppe Bignoli, circense italiano († 1939)
- 1892 - Mohammad-Ali Jamalzadeh, scrittore e traduttore iraniano († 1997)
- 1892 - Giorgio Rossi, scultore e pittore italiano († 1963)
- 1892 - George Wilson, calciatore inglese († 1961)
- 1893 - Alessandro Buzio, aviatore italiano († 1972)
- 1893 - Gösta Sandahl, pattinatore artistico su ghiaccio svedese
- 1893 - Clark Ashton Smith, poeta, scultore e pittore statunitense († 1961)
- 1893 - Chaïm Soutine, pittore russo († 1943)
- 1894 - Osvaldo Aliatis, calciatore italiano
- 1894 - Giuseppe Botteri, politico italiano († 1969)
- 1894 - Stanisław Grzmot-Skotnicki, generale polacco († 1939)
- 1895 - Fortunio Bonanova, baritono e attore spagnolo († 1969)
- 1895 - Mario Cappello, cantautore italiano († 1954)
- 1895 - Tiziano Tessitori, politico italiano († 1973)
- 1896 - Nando Tamberlani, attore, scenografo e regista italiano († 1967)
- 1897 - Thoralf Strømstad, sciatore nordico norvegese († 1984)
- 1898 - Kaj Munk, drammaturgo e pastore protestante danese († 1944)
- 1898 - Pierino Rovida, calciatore italiano († 1968)
- 1898 - Carlo Tagliabue, baritono italiano († 1978)
- 1898 - Vasilij Vanin, attore sovietico († 1951)
- 1899 - Lev Vladimirovič Kulešov, regista sovietico († 1970)
- 1899 - Alfred Urbański, politico e economista polacco († 1983)
- 1900 - Delfo Bellini, calciatore e allenatore di calcio italiano († 1953)
- 1900 - Gertrude Mary Cox, statistica statunitense († 1978)
- 1900 - Antonio Herin, fondista e sciatore di pattuglia militare italiano († 1990)
- 1900 - Onofrio Martinelli, pittore italiano († 1966)
- 1900 - Isabel Wilder, scrittrice e mecenate statunitense († 1995)

## XX secolo(921)
- 1901 - A. B. Guthrie Jr., scrittore, sceneggiatore e giornalista statunitense († 1991)
- 1901 - Dietrich Opitz, orientalista tedesco († 1992)
- 1902 - Osvaldo Farrés, compositore cubano († 1985)
- 1902 - Angiola Massucco Costa, psicologa e politica italiana († 2001)
- 1902 - Karl Menger, matematico austriaco († 1985)
- 1902 - María Romero Meneses, religiosa nicaraguense († 1977)
- 1902 - Maud Rosenbaum, pesista e tennista statunitense († 1981)
- 1902 - Raymond Ruyer, filosofo francese († 1987)
- 1903 - Luigi Campedelli, matematico italiano († 1978)
- 1903 - Charles Kullman, tenore e insegnante statunitense († 1983)
- 1903 - Zdeněk Kummermann, calciatore cecoslovacco († 1942)
- 1903 - Ruth Harriet Louise, fotografa statunitense († 1940)
- 1904 - Richard Addinsell, compositore britannico († 1977)
- 1904 - Pietro Amigoni, politico italiano († 1963)
- 1904 - Jaakko Friman, pattinatore di velocità su ghiaccio finlandese († 1987)
- 1904 - Fausto Guerzoni, attore italiano († 1967)
- 1904 - József Hatz, schermidore ungherese († 1988)
- 1904 - Alyce McCormick, attrice statunitense († 1932)
- 1904 - Oliver Messel, scenografo inglese († 1978)
- 1904 - Ewa Olliwier, tuffatrice svedese († 1955)
- 1905 - Dino Castellano, dirigente sportivo, allenatore di calcio e calciatore italiano († 1981)
- 1905 - Kay Francis, attrice statunitense († 1968)
- 1905 - Jack London, velocista britannico († 1966)
- 1905 - Jan Stachniuk, pubblicista e filosofo polacco († 1963)
- 1905 - Ruth Taylor, attrice statunitense († 1984)
- 1906 - Vitalij Michajlovič Abalakov, alpinista e ingegnere sovietico († 1986)
- 1906 - Aleksandr Michajlovič Fajncimmer, regista sovietico († 1982)
- 1906 - Arpad Wigand, generale tedesco († 1983)
- 1906 - Zhou Youguang, linguista, economista e editore cinese († 2017)
- 1907 - Alfred Ittner, militare tedesco († 1976)
- 1907 - Bruno Mathsson, designer e architetto svedese († 1988)
- 1907 - Jeff Morrow, attore statunitense († 1993)
- 1907 - George Raynor, calciatore e allenatore di calcio inglese († 1985)
- 1907 - Georg Renno, medico e militare tedesco († 1997)
- 1908 - Franco Orgera, pentatleta italiano († 1979)
- 1908 - Enrico Paoli, scacchista e compositore di scacchi italiano († 2005)
- 1908 - Ultimo Rodini, calciatore italiano
- 1908 - Earle Wheeler, generale statunitense († 1975)
- 1909 - Ilde Tobia Bertoncin, pittore, scultore e incisore italiano († 1998)
- 1909 - András Gödi, calciatore ungherese
- 1909 - Quentin Jackson, musicista e trombonista statunitense († 1976)
- 1909 - Marinus van der Lubbe, attivista e politico olandese († 1934)
- 1909 - Olin Chaddock Wilson, astronomo statunitense († 1994)
- 1910 - Viktors Arājs, poliziotto lettone († 1988)
- 1910 - Silvio Confortola, fondista e scialpinista italiano († 2003)
- 1910 - Giannīs Tsarouchīs, pittore, costumista e scenografo greco († 1989)
- 1911 - Guido Del Mestri, cardinale e arcivescovo cattolico italiano († 1993)
- 1911 - Vieri Luschi, fantino italiano († 1974)
- 1911 - Masayuki Mori, attore giapponese († 1973)
- 1911 - Ananda Samarakoon, compositore e musicista singalese († 1962)
- 1911 - Dieter Wisliceny, militare tedesco († 1948)
- 1911 - Yang Dezhi, generale e politico cinese († 1994)
- 1912 - Alfredo Barbini, vetraio italiano († 2007)
- 1912 - Paul Birch, attore statunitense († 1969)
- 1912 - Nicola Musmeci, pilota automobilistico italiano († 1993)
- 1913 - Gilbert Cesbron, scrittore e filosofo francese († 1979)
- 1913 - Silvio Finotto, calciatore italiano († 1980)
- 1913 - Toni Kurz, alpinista tedesco († 1936)
- 1913 - Carlo Maccari, arcivescovo cattolico italiano († 1997)
- 1913 - Francesco Roura Farró, religioso spagnolo († 1936)
- 1913 - Bonifacio Zukowski, religioso polacco († 1942)
- 1914 - Jijé, fumettista belga († 1980)
- 1914 - Josef Mirschitzka, calciatore austriaco († 1980)
- 1915 - Osa Massen, attrice danese († 2006)
- 1915 - Genoveva Matute, scrittrice filippina († 2009)
- 1916 - Renzo Laconi, politico italiano († 1967)
- 1916 - Liselotte Landbeck, pattinatrice artistica su ghiaccio austriaca († 2013)
- 1916 - Ippolito Niccolini, militare italiano († 1941)
- 1917 - Ulderico Adolfo Colagiovanni, politico italiano († 1996)
- 1917 - Sergio Grieco, regista e sceneggiatore italiano († 1982)
- 1917 - Adolfo Leoni, ciclista su strada e pistard italiano († 1970)
- 1917 - Il'ja Michajlovič Lifšic, fisico sovietico († 1982)
- 1917 - Lidia Martora, attrice italiana († 1971)
- 1918 - Joseph Fan Zhongliang, vescovo cattolico cinese († 2014)
- 1918 - Herbert L. Strock, regista, produttore televisivo e montatore statunitense († 2005)
- 1918 - Bud Westmore, truccatore statunitense († 1973)
- 1919 - Ludwik Barszczewski, cestista polacco († 2002)
- 1919 - Ludwig Janda, calciatore e allenatore di calcio tedesco († 1981)
- 1919 - Kim Seong-jip, sollevatore sudcoreano († 2016)
- 1919 - Walter Lehmann, ginnasta svizzero († 2017)
- 1919 - Robert Stack, attore statunitense († 2003)
- 1920 - Piero Farulli, violista italiano († 2012)
- 1920 - Francesco Malfatti di Montetretto, diplomatico, partigiano e agente segreto italiano († 1999)
- 1920 - Knut Nordahl, calciatore svedese († 1984)
- 1920 - Guido Torrigiani, matematico e politico italiano († 2000)
- 1921 - Josep Camarena Mahiques, storico spagnolo († 2004)
- 1921 - Necati Cumalı, scrittore e poeta turco († 2001)
- 1921 - Tatiana Dokoudovska, ballerina, insegnante e coreografa francese († 2005)
- 1921 - Felixberto Camacho Flores, arcivescovo cattolico statunitense († 1985)
- 1921 - Mario Foglia, allenatore di calcio e calciatore italiano († 1999)
- 1921 - Virginia Maples, attrice e ballerina statunitense († 2010)
- 1922 - John Hewer, attore inglese († 2008)
- 1922 - Albert Lamorisse, regista, produttore cinematografico e scrittore francese († 1970)
- 1922 - Alberto Spigaroli, politico italiano († 2014)
- 1922 - Toni Ucci, attore e cabarettista italiano († 2014)
- 1922 - Hilda Watson, politica canadese († 1997)
- 1923 - Anna Maria Cantù, velocista italiana († 2008)
- 1923 - Jack Dugger, giocatore di football americano e cestista statunitense († 1988)
- 1923 - Salvatore Greco, mafioso italiano († 1978)
- 1923 - Aristide Griffith, calciatore italiano († 2007)
- 1923 - Joseph Alphonse McNicholas, vescovo cattolico statunitense († 1983)
- 1923 - Wim Slijkhuis, mezzofondista olandese († 2003)
- 1924 - Paul Feyerabend, filosofo e sociologo austriaco († 1994)
- 1924 - Roland Petit, coreografo e ballerino francese († 2011)
- 1925 - Ciro Di Martino, generale e dirigente sportivo italiano († 2012)
- 1925 - Klaus Herm, attore tedesco († 2014)
- 1925 - Georgi Kalojančev, attore cinematografico e attore teatrale bulgaro († 2012)
- 1925 - Betty McKinnon, velocista australiana († 1981)
- 1925 - Bruno Micheloni, calciatore italiano († 2000)
- 1925 - Rosemary Murphy, attrice statunitense († 2014)
- 1925 - Ron Tauranac, progettista e imprenditore australiano († 2020)
- 1925 - Gwen Verdon, attrice, cantante e ballerina statunitense († 2000)
- 1926 - Ahmed Ben Salah, politico e sindacalista tunisino († 2020)
- 1926 - Giuseppe Bolino, politico italiano († 1984)
- 1926 - Michael Bond, scrittore inglese († 2017)
- 1926 - Armand Catafago, cestista egiziano († 2010)
- 1926 - Carolyn Gold Heilbrun, scrittrice e attivista statunitense († 2003)
- 1926 - Kosima Kosmo, scultrice, ceramista e pittrice italiana († 2017)
- 1926 - Roger Lamy, calciatore francese († 2018)
- 1926 - Melba Liston, trombonista, arrangiatrice e compositrice statunitense († 1999)
- 1926 - Enzo Muzii, regista, scrittore e sceneggiatore italiano († 2014)
- 1926 - Shakti Samanta, regista indiano († 2009)
- 1926 - Enio Sardelli, partigiano italiano († 2008)
- 1926 - Mario Trejo, poeta, giornalista e drammaturgo argentino († 2012)
- 1927 - Brock Adams, politico statunitense († 2004)
- 1927 - Günther Brennecke, hockeista su prato tedesco († 2014)
- 1927 - Sydney Brenner, biologo sudafricano († 2019)
- 1927 - Olga Fiorini, imprenditrice e insegnante italiana († 2022)
- 1927 - Lars-Erik Keijser, cestista svedese
- 1927 - Bruno Nicolini, presbitero italiano († 2012)
- 1927 - Guy Sajer, scrittore e fumettista francese († 2022)
- 1927 - Michel Vinaver, drammaturgo, scrittore e dirigente d'azienda francese († 2022)
- 1928 - Aldo Ballo, fotografo italiano († 1994)
- 1928 - Franco Bassetti, ex calciatore italiano
- 1928 - Vladimir Čonč, calciatore jugoslavo († 2012)
- 1928 - Bengt Gustavsson, calciatore e allenatore di calcio svedese († 2017)
- 1928 - William Martínez, calciatore uruguaiano († 1997)
- 1928 - David Sheiner, attore statunitense
- 1928 - Gregory Walcott, attore statunitense († 2015)
- 1929 - Antônio Aureliano Chaves de Mendonça, politico brasiliano († 2003)
- 1929 - Viktor Fomin, allenatore di calcio e calciatore sovietico († 2007)
- 1929 - Pentti Laaksonen, cestista finlandese († 2005)
- 1929 - Marianna Nagy, pattinatrice artistica su ghiaccio ungherese († 2011)
- 1929 - Alois Partl, politico austriaco
- 1929 - Joe Pass, chitarrista statunitense († 1994)
- 1929 - Françoise Prévost, attrice francese († 1997)
- 1929 - Gilles Ségal, attore e drammaturgo rumeno († 2014)
- 1930 - Liz Anderson, cantante statunitense († 2011)
- 1930 - Roman Cieslewicz, designer polacco († 1996)
- 1930 - Giulia Mafai, costumista e scenografa italiana († 2021)
- 1930 - Frances Sternhagen, attrice statunitense († 2023)
- 1931 - Néstor Garay, attore argentino († 2003)
- 1931 - Ian Hendry, attore britannico († 1984)
- 1931 - Ignacio Noguer Carmona, vescovo cattolico spagnolo († 2019)
- 1931 - Charles Nelson Reilly, attore e doppiatore statunitense († 2007)
- 1931 - Elias M. Stein, matematico statunitense († 2018)
- 1931 - Rip Taylor, attore e comico statunitense († 2019)
- 1932 - Italo Mazzacurati, ciclista su strada e dirigente sportivo italiano († 2013)
- 1932 - Yves Morvan, archeologo e restauratore francese
- 1932 - João Carlos Batista Pinheiro, allenatore di calcio e calciatore brasiliano († 2011)
- 1932 - Bernard Planque, cestista francese († 2016)
- 1932 - Marco Ratti, bassista e contrabbassista italiano († 2007)
- 1932 - Gianni Rondolino, critico cinematografico e storico del cinema italiano († 2016)
- 1932 - Joseph Zen Ze-kiun, cardinale e vescovo cattolico cinese
- 1933 - Tom Gola, cestista e allenatore di pallacanestro statunitense († 2014)
- 1933 - Ron Goulart, scrittore statunitense († 2022)
- 1933 - Maria Luisa di Bulgaria, principessa bulgara
- 1933 - Paul Valadier, filosofo e presbitero francese
- 1934 - Geoff Bradford, chitarrista e cantante britannico († 2014)
- 1934 - Nick Clooney, giornalista, conduttore televisivo e conduttore radiofonico statunitense
- 1934 - Pat Danner, politica statunitense
- 1934 - Stelio Maria Martini, artista, poeta e critico letterario italiano († 2016)
- 1934 - Robin Milner, informatico britannico († 2010)
- 1935 - Marcos Aguinis, scrittore argentino
- 1935 - Renato Aragão, attore, cantante e showman brasiliano
- 1935 - Corrado Calabrò, giurista, scrittore e poeta italiano
- 1935 - Angelo Coletto, ciclista su strada italiano († 2006)
- 1935 - Mauro Forghieri, ingegnere, progettista e dirigente sportivo italiano († 2022)
- 1935 - Baha Taher, scrittore e traduttore egiziano († 2022)
- 1936 - Renato Bruson, baritono italiano
- 1936 - Niki Davis, cantante italiana († 2002)
- 1936 - Giulio De Florian, fondista italiano († 2010)
- 1936 - Kurt Gimmi, ciclista su strada e pistard svizzero († 2003)
- 1936 - Vern Hatton, cestista statunitense († 2025)
- 1936 - Gunhild Larking, ex altista svedese
- 1936 - Rod Lyon, ingegnere, scrittore e giornalista britannico
- 1936 - Edward Rell Madigan, politico statunitense († 1994)
- 1936 - Norma Marsh, ex tennista australiana
- 1936 - Tomás Rolan, calciatore uruguaiano († 2014)
- 1936 - Leonora Ruffo, attrice italiana († 2007)
- 1936 - Luigi Testarmata, ex tiratore a segno italiano
- 1937 - Jorge Guillén Montenegro, cestista spagnolo († 2023)
- 1937 - Léonid Kameneff, insegnante e psicologo francese († 2023)
- 1937 - Archibald MacKinnon, ex canottiere canadese
- 1937 - Emilio Muñoz Ruiz, biochimico spagnolo
- 1937 - George Reisman, economista statunitense
- 1938 - Daevid Allen, chitarrista, cantante e compositore australiano († 2015)
- 1938 - Richard Anthony, cantante francese († 2015)
- 1938 - Cabu, fumettista e disegnatore francese († 2015)
- 1938 - Sandra Church, attrice statunitense
- 1938 - William B. Davis, attore canadese
- 1938 - Billy Gray, attore statunitense
- 1938 - Tord Grip, ex calciatore, allenatore di calcio e dirigente sportivo svedese
- 1938 - Domenico Romeo, biochimico italiano
- 1938 - Kåre Rønnes, allenatore di calcio e ex calciatore norvegese
- 1939 - Francesco Brusco, poeta italiano († 2023)
- 1939 - Gianfranco De Laurentiis, giornalista e conduttore televisivo italiano († 2020)
- 1939 - Jacek Gmoch, ex calciatore e allenatore di calcio polacco
- 1939 - Cesare Maniago, ex hockeista su ghiaccio e allenatore di hockey su ghiaccio canadese
- 1939 - Franco Nodari, calciatore italiano († 2015)
- 1939 - André Prokovsky, ballerino, coreografo e direttore teatrale francese († 2009)
- 1939 - Lorenzo Renzi, linguista e filologo italiano
- 1940 - Diego Causero, arcivescovo cattolico italiano
- 1940 - Pier Luigi Cignani, calciatore e allenatore di calcio italiano († 2024)
- 1940 - Ahmed Gaid Salah, militare e politico algerino († 2019)
- 1940 - László Kamuti, schermidore ungherese († 2020)
- 1940 - Ewa Strömberg, attrice svedese († 2013)
- 1940 - Edmund White, scrittore, critico letterario e saggista statunitense († 2025)
- 1941 - Uri Avner, scacchista e compositore di scacchi israeliano († 2014)
- 1941 - Eckhard Krautzun, allenatore di calcio tedesco
- 1941 - Pasqual Maragall i Mira, politico spagnolo
- 1941 - Meinhard Nehmer, ex bobbista tedesco orientale
- 1941 - Francesco Quattrone, politico italiano († 2012)
- 1941 - Carlo Ramella, politico italiano
- 1941 - Walter Rodekamp, calciatore tedesco († 1998)
- 1941 - Fulvio Ventura, fotografo italiano († 2020)
- 1941 - Walid al-Mouallem, politico siriano († 2020)
- 1942 - Carol Cleveland, attrice e comica statunitense
- 1942 - Saverio Mammoliti, mafioso italiano
- 1942 - Piero Marini, arcivescovo cattolico italiano
- 1942 - Jean-Marie Trappeniers, calciatore belga († 2016)
- 1942 - Hartmut Weiß, ex calciatore tedesco
- 1942 - Hans Werner Sokop, poeta e traduttore austriaco
- 1943 - Willie Alexander, musicista statunitense
- 1943 - Vittorio Carioli, calciatore italiano († 1991)
- 1943 - Brian Clark, calciatore inglese († 2010)
- 1943 - Anita Ekström, attrice svedese († 2022)
- 1943 - Roy Ellam, ex calciatore inglese
- 1943 - Franco Galletti, ex calciatore italiano
- 1943 - Richard Moll, attore statunitense († 2023)
- 1943 - Antonio Montagnino, politico italiano
- 1943 - Arthur Stewart, allenatore di calcio e calciatore nordirlandese († 2018)
- 1944 - Baha Boukhari, fumettista palestinese († 2015)
- 1944 - Carla Castellani, politica italiana
- 1944 - Stuart Freedman, fisico statunitense († 2012)
- 1944 - Helmut Swiczinsky, architetto austriaco († 2025)
- 1944 - Graham Webb, ciclista su strada britannico († 2017)
- 1945 - Christian Berger, direttore della fotografia austriaco
- 1945 - Stefania Careddu, attrice italiana
- 1945 - Pietro Di Caterina, ex ciclista su strada italiano
- 1945 - Pierre Galle, ex cestista e allenatore di pallacanestro francese
- 1945 - Flavio Martini, ex ciclista su strada italiano
- 1945 - Peter Simpson, ex calciatore inglese
- 1946 - Jean-Pierre Augert, sciatore alpino francese († 1976)
- 1946 - Tevita Momoedonu, politico e diplomatico figiano († 2020)
- 1946 - Gilberto Oneto, teorico dell'architettura e giornalista italiano († 2015)
- 1946 - Flavio Pozzani, ex calciatore italiano
- 1946 - Alberto Tardivo, ex calciatore argentino
- 1947 - Paolo Bozzetto, pilota automobilistico italiano
- 1947 - Luciano Chiarugi, ex calciatore e allenatore di calcio italiano
- 1947 - Roberto de Jesús Escobar Gaviria, criminale colombiano
- 1947 - Renato Falcomer, ex calciatore italiano
- 1947 - Art Harris, cestista statunitense († 2007)
- 1947 - Jürgen Linden, politico tedesco
- 1947 - Massimo Mugnai, storico della filosofia e logico italiano
- 1947 - Peter Nogly, ex calciatore tedesco
- 1947 - Francisco Pérez González, arcivescovo cattolico spagnolo
- 1947 - Angelo Quintavalle, calciatore italiano († 2003)
- 1947 - Carles Rexach, allenatore di calcio e ex calciatore spagnolo
- 1947 - Ugo Sasso, architetto italiano († 2009)
- 1947 - Bill Stanfill, giocatore di football americano statunitense († 2016)
- 1947 - Peter Sundelin, ex velista svedese
- 1947 - Chris Thomas, produttore discografico inglese
- 1948 - Julie Anthony, ex tennista statunitense
- 1948 - Kay Cole, attrice, ballerina e coreografa statunitense
- 1948 - Savyon Liebrecht, scrittrice tedesca
- 1948 - Paolo Sollier, ex calciatore e allenatore di calcio italiano
- 1949 - Ivano Bamberghi, ex pattinatore di velocità su ghiaccio italiano
- 1949 - Fausto Bertoglio, ex ciclista su strada italiano
- 1949 - Manuela Dviri, scrittrice e blogger italiana
- 1949 - James Millns, ex danzatore su ghiaccio statunitense
- 1949 - Oreste Pivetta, giornalista, scrittore e critico letterario italiano
- 1949 - Birgitta Sewik, giocatrice di curling svedese
- 1949 - Rakesh Sharma, ex astronauta indiano
- 1950 - Giacomo Bazzan, pistard e ciclista su strada italiano († 2019)
- 1950 - Guido Galardi, politico italiano
- 1950 - Michael Guido, attore statunitense
- 1950 - Bruce Hart, ex wrestler canadese
- 1950 - Gholam Hossein Mazloumi, calciatore e allenatore di calcio iraniano († 2014)
- 1950 - John McNaughton, regista, sceneggiatore e produttore cinematografico statunitense
- 1950 - Vjačeslav Strachov, ex tuffatore sovietico
- 1950 - Alessandro Turini, allenatore di calcio e ex calciatore italiano
- 1950 - Wilfried Wesemael, ex ciclista su strada e pistard belga
- 1951 - Avishai Dekel, astrofisico israeliano
- 1951 - Bernard Loiseau, cuoco francese († 2003)
- 1951 - Kim Manners, produttore televisivo, regista e attore statunitense († 2009)
- 1951 - Antoni Szymanowski, ex calciatore polacco
- 1951 - Jan Łostowski, sollevatore polacco († 2009)
- 1952 - Lucius Iwejuru Ugorji, arcivescovo cattolico nigeriano
- 1952 - Bouzid Mahyouz, ex calciatore algerino
- 1952 - Sonia Petrovna, attrice e ballerina francese
- 1952 - Pekka Pohjola, compositore finlandese († 2008)
- 1953 - Radoman Božović, politico serbo
- 1953 - Patrick Demars, ex cestista francese
- 1953 - Silvana Gallardo, attrice statunitense († 2012)
- 1953 - Antonietta Laterza, cantautrice, attrice teatrale e regista italiana
- 1953 - Luann Ryon, arciera statunitense († 2022)
- 1953 - Salvatore Vozza, politico italiano
- 1954 - Philippe Bergerôo, ex calciatore e allenatore di calcio francese
- 1954 - Bruno Coulais, compositore francese
- 1954 - Nicola De Simone, calciatore italiano († 1979)
- 1954 - Rafael Limón, ex pugile messicano
- 1954 - Željko Mijač, calciatore e allenatore di calcio croato († 2022)
- 1954 - Trevor Rabin, chitarrista e compositore sudafricano
- 1954 - Nikolaos Sargkanīs, calciatore greco († 2024)
- 1954 - Alexander Thieme, velocista tedesco († 2016)
- 1954 - Divo Vannucci, ex calciatore italiano
- 1954 - Elisabetta Vignotto, dirigente sportiva e ex calciatrice italiana
- 1955 - Eduardo Bonvallet, calciatore e allenatore di calcio cileno († 2015)
- 1955 - Louis Carey Camilleri, dirigente d'azienda maltese
- 1955 - Peter Cronan, ex giocatore di football americano statunitense
- 1955 - Matt Doyle, tennista statunitense († 2025)
- 1955 - Huh Jung-moo, ex calciatore, allenatore di calcio e dirigente sportivo sudcoreano
- 1955 - Mikio Igarashi, fumettista giapponese
- 1955 - Paul Kelly, cantautore e chitarrista australiano
- 1955 - Moussa M'Bengue, ex cestista senegalese
- 1955 - Jay McInerney, scrittore e sceneggiatore statunitense
- 1955 - Abdelkrim Merry Krimau, ex calciatore marocchino
- 1955 - Mario Monreal, ex calciatore maltese
- 1956 - Juan José Estella Salas, ex calciatore spagnolo
- 1956 - Jean-Claude Guibal, politico francese († 2021)
- 1956 - Janet Hubert-Whitten, attrice statunitense
- 1956 - Dwight H. Little, regista statunitense
- 1956 - Donna Morrissey, scrittrice e sceneggiatrice canadese
- 1956 - Conor O'Farrell, attore statunitense
- 1956 - Taye Atske Selassie, politico e diplomatico etiope
- 1956 - Greg Trooper, cantautore statunitense († 2017)
- 1956 - Richard Wenk, sceneggiatore e regista statunitense
- 1957 - Charles Alexander, ex giocatore di football americano statunitense
- 1957 - Bruno Baronchelli, allenatore di calcio e ex calciatore francese
- 1957 - Fernando Chui Sai-on, politico macaense
- 1957 - Giacomo De Angelis, politico italiano
- 1957 - Ned Eisenberg, attore statunitense († 2022)
- 1957 - Claudia Emerson, poetessa statunitense († 2014)
- 1957 - Russell Erxleben, ex giocatore di football americano statunitense
- 1957 - Mitch Green, pugile statunitense
- 1957 - Prudencio Molina, ex giocatore di calcio a 5 spagnolo
- 1957 - Lorrie Moore, scrittrice statunitense
- 1957 - Adriana Musumeci, ex calciatrice italiana
- 1957 - Mark O'Meara, golfista statunitense
- 1957 - Daniel Scioli, politico, sportivo e imprenditore argentino
- 1958 - Ricardo Acuña, ex tennista cileno
- 1958 - Francisco Buyo, ex calciatore spagnolo
- 1958 - Iōannīs Giannourīs, allenatore di pallanuoto greco
- 1958 - Rainer Greunke, ex cestista tedesco
- 1958 - Euzhan Palcy, regista e produttrice cinematografica francese
- 1958 - Sante Perticaro, politico italiano
- 1958 - Mercedes Rosende, scrittrice uruguaiana
- 1959 - Patrick Apel-Muller, giornalista francese
- 1959 - Winnie Byanyima, ingegnere, politico e diplomatico ugandese
- 1959 - Tim Flavin, attore e cantante statunitense
- 1959 - James LoMenzo, bassista statunitense
- 1959 - LaVon Mercer, ex cestista statunitense
- 1959 - Gilmar Rinaldi, ex calciatore e procuratore sportivo brasiliano
- 1959 - Alan Taylor, regista statunitense
- 1960 - Thor Einar Andersen, ex calciatore norvegese
- 1960 - Kevin Anderson, attore statunitense
- 1960 - Eric Betzig, fisico statunitense
- 1960 - Matthew Bourne, coreografo e ex ballerino britannico
- 1960 - Luigi De Mossi, politico italiano
- 1960 - Tor Hagbø, ex calciatore norvegese
- 1960 - Bruno Heller, sceneggiatore, produttore televisivo e regista televisivo britannico
- 1960 - Takīs Lemonīs, allenatore di calcio e ex calciatore greco
- 1960 - Lin Qiang, ex calciatore cinese
- 1960 - Stefano Sarcinelli, comico e drammaturgo italiano
- 1960 - Aleksandr Uvarov, ex calciatore sovietico
- 1960 - Ol'ga Vasil'eva, politica e storica russa
- 1961 - Terhi Airas-Järventaus, ex cestista finlandese
- 1961 - César Baena, allenatore di calcio e ex calciatore venezuelano
- 1961 - Wayne Coyne, cantante e chitarrista statunitense
- 1961 - Éva Deák, ex cestista ungherese
- 1961 - Denise Dignard, ex cestista canadese
- 1961 - Renzo Gobbo, allenatore di calcio e ex calciatore italiano
- 1961 - Earl Jones, ex cestista statunitense
- 1961 - Julia Louis-Dreyfus, attrice, comica e doppiatrice statunitense
- 1961 - Wayne Marshall, organista, direttore d'orchestra e pianista inglese
- 1961 - Suggs, cantante e attore britannico
- 1961 - Héctor Rafael Rodríguez Rodríguez, arcivescovo cattolico dominicano
- 1961 - Norberto Scoponi, ex calciatore argentino
- 1961 - Sixto Vizuete, allenatore di calcio ecuadoriano
- 1962 - Trace Adkins, cantautore e attore statunitense
- 1962 - Marco Berti, tenore italiano
- 1962 - Tor Heiestad, ex tiratore a segno norvegese
- 1962 - Karsten Schmeling, ex canottiere tedesco
- 1963 - Magdalena Jerebie, ex cestista rumena
- 1963 - Tim Kelly, chitarrista statunitense († 1998)
- 1963 - Péter Fülöp Kocsis, arcivescovo cattolico ungherese
- 1963 - Eric Korita, ex tennista statunitense
- 1963 - Sergej Markoč, ex pallanuotista sovietico
- 1963 - Charlie Muscat, calciatore maltese († 2011)
- 1963 - Pjerin Noga, ex calciatore albanese
- 1963 - Peter Scully, criminale australiano
- 1964 - Chen Lin-lian, ex cestista taiwanese
- 1964 - Dieter Lieberwirth, allenatore di calcio e ex calciatore tedesco
- 1964 - Emanuel Lowell, ex calciatore maltese
- 1964 - Penelope Ann Miller, attrice statunitense
- 1964 - Claus Nielsen, ex calciatore danese
- 1964 - Antonio Onorato, compositore e chitarrista italiano
- 1964 - Luigi Rudilosso, ex pallamanista e allenatore di pallamano italiano
- 1964 - Gloria Siebert, ex ostacolista tedesca
- 1965 - Bill Bailey, attore, comico e musicista inglese
- 1965 - Sandro Filipozzi, ex atleta paralimpico italiano
- 1965 - Mara Fullin, ex cestista e allenatrice di pallacanestro italiana
- 1965 - Andrija Gavrilović, allenatore di pallacanestro serbo
- 1965 - Chris Kermode, dirigente sportivo britannico
- 1965 - Kim Jong-boo, allenatore di calcio e ex calciatore sudcoreano
- 1965 - Joseph Mark Spalding, vescovo cattolico statunitense
- 1965 - Michael Worth, attore statunitense
- 1965 - Tomaž Čižman, ex sciatore alpino jugoslavo
- 1966 - Patrick Dempsey, attore statunitense
- 1966 - Gerardo Esquivel, ex calciatore messicano
- 1966 - Gerardo Greco, giornalista, conduttore televisivo e autore televisivo italiano
- 1966 - Zdenko Jedvaj, ex calciatore croato
- 1966 - Michael Koch, ex cestista e allenatore di pallacanestro tedesco
- 1966 - David Lau, rabbino israeliano
- 1966 - Marco Osio, allenatore di calcio e ex calciatore italiano
- 1966 - Antonino Praticò, allenatore di calcio e ex calciatore italiano
- 1966 - Simon Shelton, attore britannico († 2018)
- 1966 - Leo Visser, ex pattinatore di velocità su ghiaccio olandese
- 1967 - Viktor But, militare e criminale russo
- 1967 - Suzanne Cryer, attrice statunitense
- 1967 - Matjaž Cvikl, calciatore sloveno († 1999)
- 1967 - Maša Gessen, saggista, giornalista e attivista russa
- 1967 - Rosario Giuliani, sassofonista italiano
- 1967 - Lisa Hunt, cantante e compositrice statunitense
- 1967 - Hiroshi Iuchi, autore di videogiochi e compositore giapponese
- 1967 - Alec Kessler, cestista statunitense († 2007)
- 1967 - Andrej Kirillov, ex fondista russo
- 1967 - Simo Krunić, allenatore di calcio e ex calciatore bosniaco
- 1967 - Paolo Pierobon, attore italiano
- 1967 - Massimo Righi, giornalista italiano
- 1967 - Wendy Windham, showgirl statunitense
- 1968 - Traci Bingham, attrice e modella statunitense
- 1968 - Barbara Capponi, giornalista e conduttrice televisiva italiana
- 1968 - Gabriel Correa, allenatore di calcio e ex calciatore uruguaiano
- 1968 - Andreas Evers, allenatore di sci alpino e ex sciatore alpino austriaco
- 1968 - Alessandro Giorgioni, militare italiano († 2004)
- 1968 - Andy Jassy, manager statunitense
- 1968 - B-Legit, rapper statunitense
- 1968 - Kim Gun-mo, cantautore sudcoreano
- 1968 - Renato Mazzoncini, dirigente d'azienda italiano
- 1968 - Cody McFadyen, scrittore statunitense († 2023)
- 1968 - Gianni Morbidelli, pilota automobilistico italiano
- 1968 - Pat Onstad, allenatore di calcio e ex calciatore canadese
- 1968 - Mohamed Salim, ex calciatore emiratino
- 1968 - Antonio Tartaglia, ex bobbista italiano
- 1968 - Chara, cantautrice e attrice giapponese
- 1968 - Mike Whitlow, dirigente sportivo e ex calciatore inglese
- 1969 - Stefania Belmondo, ex fondista italiana
- 1969 - Jorge Casquilha, allenatore di calcio e ex calciatore portoghese
- 1969 - Thierry Gadou, ex cestista francese
- 1969 - Genco Gulan, artista turco
- 1969 - Kazu Hatanaka, atleta paralimpica giapponese
- 1969 - Stephen Hendry, giocatore di snooker scozzese
- 1969 - Enver Hoxhaj, politico kosovaro
- 1969 - Abbas Jadidi, ex lottatore e politico iraniano
- 1969 - Jyri Kjäll, ex pugile finlandese
- 1969 - Katarzyna Nowak, ex tennista polacca
- 1969 - Andrea Paciotto, attore e regista teatrale italiano
- 1969 - Tenma Shibuya, attore e produttore cinematografico giapponese
- 1969 - Colin Woodthorpe, allenatore di calcio e ex calciatore inglese
- 1970 - Pavel Berman, violinista, direttore d'orchestra e docente russo
- 1970 - Keith Coogan, attore statunitense
- 1970 - Sergej Dudakov, ex pattinatore e allenatore di pattinaggio russo
- 1970 - Dan Eggen, allenatore di calcio e ex calciatore norvegese
- 1970 - Miss Pomodoro, ex attrice pornografica ungherese
- 1970 - Michael Onyemachara, ex calciatore e ex giocatore di calcio a 5 nigeriano
- 1970 - Marco Pantani, ciclista su strada italiano († 2004)
- 1970 - Shonda Rhimes, sceneggiatrice e produttrice televisiva statunitense
- 1970 - Odiah Sidibé, ex velocista francese
- 1971 - Lee Agnew, batterista e percussionista britannico
- 1971 - Curtis Conway, ex giocatore di football americano statunitense
- 1971 - Jo-Anne Faull, ex tennista australiana
- 1971 - Aleksandar Kitinov, ex tennista macedone
- 1971 - Blendi Klosi, politico albanese
- 1971 - John Asher, attore e regista statunitense
- 1971 - Thomas Massie, politico statunitense
- 1971 - Brandi Sherwood, modella statunitense
- 1972 - Stefan Beinlich, ex calciatore tedesco
- 1972 - Mark Bosnich, ex calciatore australiano
- 1972 - Nicole Eggert, attrice statunitense
- 1972 - Yukiko Iwai, doppiatrice giapponese
- 1972 - Andrea Paris, produttore cinematografico italiano
- 1972 - Julio Rey, maratoneta spagnolo
- 1972 - Vital' Ščėrba, ex ginnasta bielorusso
- 1972 - Jorge Soares da Silva, ex calciatore portoghese
- 1973 - Nikolaj Chabibulin, ex hockeista su ghiaccio russo
- 1973 - Antonio Ferraro, pallavolista italiano
- 1973 - Juan Diego Flórez, tenore peruviano
- 1973 - Gianluigi Galli, pilota di rally italiano
- 1973 - Bernard Hopkins, ex cestista statunitense
- 1973 - Tomás Manuel Inguana, ex calciatore mozambicano
- 1973 - Róbert Semeník, ex calciatore slovacco
- 1973 - Raquel Sánchez Silva, conduttrice televisiva e giornalista spagnola
- 1973 - Giōrgos Tzelilīs, sollevatore greco
- 1973 - Milo Vallone, regista e attore italiano
- 1974 - Sergej Brylin, allenatore di hockey su ghiaccio e ex hockeista su ghiaccio russo
- 1974 - Jorge Cabrera, ex cestista uruguaiano
- 1974 - Thierry Debès, ex calciatore francese
- 1974 - Leonardo Alberto Fernández, ex calciatore argentino
- 1974 - Sergej Garbuzov, ex pallanuotista russo
- 1974 - Veronica Gervaso, giornalista e conduttrice televisiva italiana
- 1974 - Mira Kunnasluoto, cantante finlandese
- 1974 - Urs Kunz, ex combinatista nordico svizzero
- 1974 - Marios Kyriakou, ex calciatore cipriota
- 1974 - Matt Lepsis, ex giocatore di football americano statunitense
- 1974 - Will McCormack, attore, produttore cinematografico e sceneggiatore statunitense
- 1974 - Frédéric Patouillard, ex calciatore francese
- 1974 - Antonio Prieto Lucena, vescovo cattolico spagnolo
- 1974 - Roberto Recchioni, fumettista italiano
- 1974 - Mark Sanger, montatore inglese
- 1974 - Jason Sasser, ex cestista e allenatore di pallacanestro statunitense
- 1975 - Federico Antinori, ex cestista e allenatore di pallacanestro italiano
- 1975 - Nedeljko Bajalica, fumettista serbo
- 1975 - Abdelaziz Dnibi, ex calciatore marocchino
- 1975 - Blasphemer, chitarrista norvegese
- 1975 - Vedrana Grgin, ex cestista croata
- 1975 - Nicolae Ivan, ex nuotatore rumeno
- 1975 - Daniel Kehlmann, scrittore austriaco
- 1975 - Tomasz Mackiewicz, alpinista polacco († 2018)
- 1975 - Matej Mamić, ex cestista, allenatore di pallacanestro e dirigente sportivo croato
- 1975 - Emiliano Palmieri, compositore italiano
- 1975 - JS16, musicista, disc jockey e produttore discografico finlandese
- 1975 - Arnold Schwellensattl, allenatore di calcio e ex calciatore italiano
- 1975 - Jerry-Christian Tchuissé, ex calciatore camerunese
- 1975 - Marina Granovskaia, dirigente sportivo e imprenditore russo
- 1975 - Igor Warabida, ex pentatleta polacco
- 1975 - Andrew Yang, imprenditore e filantropo statunitense
- 1976 - Magno Alves, ex calciatore brasiliano
- 1976 - Daniele Franceschini, allenatore di calcio e ex calciatore italiano
- 1976 - Felix Gottwald, ex combinatista nordico austriaco
- 1976 - Arturo Guzmán Decena, militare e criminale messicano († 2002)
- 1976 - Bartosz Karwan, ex calciatore polacco
- 1976 - Ross McCall, attore britannico
- 1976 - Leandro Palladino, ex cestista argentino
- 1976 - Michael Peña, attore statunitense
- 1976 - Bic Runga, cantautrice neozelandese
- 1976 - Samir Sabry, ex calciatore e ex giocatore di calcio a 5 egiziano
- 1976 - Serhij Šyščenko, ex calciatore ucraino
- 1976 - Tania Vicent, pattinatrice di short track canadese
- 1976 - Alice Winocour, regista e sceneggiatrice francese
- 1976 - Mario Yepes, allenatore di calcio e ex calciatore colombiano
- 1977 - Alberto Martín Acosta, allenatore di calcio e ex calciatore uruguaiano
- 1977 - Orlando Bloom, attore britannico
- 1977 - Juan Manuel Delgado Moreno, ex calciatore spagnolo
- 1977 - Abdoulaye Diakité, ex calciatore maliano
- 1977 - Andrea Franco, scrittore italiano
- 1977 - Kim Do-kyun, ex calciatore sudcoreano
- 1977 - Dīmītrīs Leōnī, ex calciatore cipriota
- 1977 - Roberto Magnani, dirigente sportivo e ex calciatore italiano
- 1977 - Agusti Pol, ex calciatore andorrano
- 1977 - James Posey, allenatore di pallacanestro e ex cestista statunitense
- 1977 - Sarah Webb, velista britannica
- 1978 - Nenad Buljan, ex nuotatore croato
- 1978 - Chiara Cassin, nuotatrice artistica italiana
- 1978 - Chris De Witte, ex calciatore belga
- 1978 - Peppe Laurato, cabarettista, comico e attore italiano
- 1978 - Martin Lee, ex tennista britannico
- 1978 - Massimo Mutarelli, allenatore di calcio e ex calciatore italiano
- 1978 - Fuyuka Ōura, doppiatrice giapponese
- 1978 - Sebastian Rejman, cantante e conduttore televisivo finlandese
- 1978 - Mohit Sharma, militare indiano († 2009)
- 1978 - Nate Silver, statistico, giornalista e sondaggista statunitense
- 1978 - Tinga, ex calciatore brasiliano
- 1978 - Michael H. Weber, sceneggiatore e produttore cinematografico statunitense
- 1979 - Julien Baudet, ex calciatore e allenatore di calcio francese
- 1979 - Kiesha Brown, ex cestista statunitense
- 1979 - Tat'jana Djačenko, schermitrice azera
- 1979 - Pietro Gandolfi, scrittore italiano
- 1979 - Ivan Jerković, ex calciatore croato
- 1979 - Einar Kalsæg, ex calciatore norvegese
- 1979 - Óscar Navarro, ex calciatore salvadoregno
- 1979 - Gorka Otxoa, attore spagnolo
- 1979 - Dennis Siver, artista marziale misto tedesco
- 1979 - Jill Wagner, attrice, modella e conduttrice televisiva statunitense
- 1979 - Yang Wei, giocatrice di badminton cinese
- 1979 - Libambani Yedibahoma, ex calciatore togolese
- 1979 - Nilay Yiğit, ex cestista turca
- 1979 - María de Villota, pilota automobilistica spagnola († 2013)
- 1980 - Erik Espinosa, ex calciatore messicano
- 1980 - Takahisa Fujinami, pilota motociclistico giapponese
- 1980 - Francisco Gallardo, dirigente sportivo, allenatore di calcio e ex calciatore spagnolo
- 1980 - Andrea Gessa, allenatore di calcio e ex calciatore italiano
- 1980 - Nils-Eric Johansson, ex calciatore svedese
- 1980 - Akira Kaji, ex calciatore giapponese
- 1980 - Wolfgang Loitzl, ex saltatore con gli sci austriaco
- 1980 - Arif Mirzoýew, ex calciatore turkmeno
- 1980 - Adriana Paz, attrice messicana
- 1980 - Ibrahim Rachidi, ex calciatore comoriano
- 1980 - Michael Rupp, ex hockeista su ghiaccio statunitense
- 1980 - Sin Joon-sik, ex taekwondoka sudcoreano
- 1980 - Veseljko Trivunović, ex calciatore bosniaco
- 1980 - Xue Haifeng, arciere cinese
- 1981 - Riccardo Fraccaro, politico italiano
- 1981 - Shad Gaspard, wrestler statunitense († 2020)
- 1981 - Janina Götz, ex nuotatrice tedesca
- 1981 - Lee Hyo-jung, giocatrice di badminton sudcoreana
- 1981 - Argyrīs Theodōropoulos, pallanuotista greco
- 1981 - Mamam Cherif Touré, ex calciatore togolese
- 1981 - Luis Zubeldía, allenatore di calcio e ex calciatore argentino
- 1982 - Guillaume Barazzone, politico e avvocato svizzero
- 1982 - Philippe Billy, ex calciatore francese
- 1982 - Guillermo Coria, allenatore di tennis e ex tennista argentino
- 1982 - Carin Holmberg, ex fondista svedese
- 1982 - Erwann Le Péchoux, schermidore francese
- 1982 - Kōnstantinos Makridīs, allenatore di calcio e ex calciatore cipriota
- 1982 - Trina Michaels, ex attrice pornografica e regista statunitense
- 1982 - David Möller, ex slittinista tedesco
- 1982 - Maria, cantante bulgara
- 1982 - Mason Ryan, ex wrestler gallese
- 1982 - Pawel Szajda, attore statunitense
- 1982 - Tomislav Tomašević, politico, attivista e ambientalista croato
- 1982 - Ruth Wilson, attrice britannica
- 1983 - Ender Arslan, ex cestista e allenatore di pallacanestro turco
- 1983 - Yassin El-Azzouzi, ex calciatore francese
- 1983 - Anton Jongsma, ex calciatore olandese
- 1983 - Imran Khan, attore indiano
- 1983 - Chikau Mansale, calciatore e giocatore di calcio a 5 vanuatuano
- 1983 - Julian Morris, attore britannico
- 1983 - Mohamed Nagieb, calciatore egiziano
- 1983 - Mauricio Romero, ex calciatore argentino
- 1983 - Giovanni Visconti, ex ciclista su strada italiano
- 1983 - Zé Castro, ex calciatore portoghese
- 1984 - Pïralı Älïyev, calciatore kazako
- 1984 - Lourdes Arévalos, modella paraguaiana
- 1984 - Dejanira Bada, scrittrice e giornalista italiana
- 1984 - Raif Badawi, attivista e blogger saudita
- 1984 - Pramsiri Bunphithak, ex sollevatrice thailandese
- 1984 - Sammy Clingan, ex calciatore nordirlandese
- 1984 - Kamghe Gaba, ex velocista tedesco
- 1984 - Jorge García Torre, ex calciatore spagnolo
- 1984 - Kepa Blanco, ex calciatore spagnolo
- 1984 - Mathias Lauridsen, supermodello danese
- 1984 - Nick Mangold, ex giocatore di football americano statunitense
- 1984 - Boureima Ouattara, ex calciatore burkinabé
- 1984 - Daniel Pegoraro, ex hockeista su ghiaccio canadese
- 1984 - Glenn Whelan, ex calciatore irlandese
- 1985 - Luis Carlos Arias, ex calciatore colombiano
- 1985 - Souleymane Bamba, calciatore e allenatore di calcio ivoriano († 2024)
- 1985 - Mairis Briedis, pugile lettone
- 1985 - Renal Ganeev, schermidore russo
- 1985 - Kari Vikhagen Gjeitnes, ex fondista norvegese
- 1985 - Ernesto Goñi, ex calciatore uruguaiano
- 1985 - Artur Gronek, allenatore di pallacanestro polacco
- 1985 - Huỳnh Quốc Anh, calciatore vietnamita
- 1985 - Marcus Kink, hockeista su ghiaccio tedesco
- 1985 - Garry Law, allenatore di rugby a 15 e ex rugbista a 15 scozzese
- 1985 - Marlyse Ngo Ndoumbouk, calciatrice camerunese
- 1985 - Anastasios Papapetrou, arbitro di calcio greco
- 1985 - Leif Otto Paulsen, calciatore norvegese
- 1985 - Qi Hui, nuotatrice cinese
- 1985 - Charles Ramsdell, ex cestista statunitense
- 1985 - Luke Robinson, wrestler statunitense
- 1985 - Jorge Marcelo Rodríguez, calciatore uruguaiano
- 1985 - Jereme Rogers, skater statunitense
- 1985 - Wendy Siorpaes, ex sciatrice alpina italiana
- 1985 - Ellen Wong, attrice canadese
- 1986 - Wilnes Brutus, ex calciatore seychellese
- 1986 - Dražen Bubnić, cestista croato
- 1986 - Ederson Honorato Campos, ex calciatore brasiliano
- 1986 - Luki Gosche, calciatore samoano
- 1986 - Davide Grassi, ex calciatore italiano
- 1986 - Wolfgang Hesl, calciatore tedesco
- 1986 - Francisco Ibáñez Campos, calciatore cileno
- 1986 - Max Lobe, scrittore camerunese
- 1986 - Laura Ludwig, giocatrice di beach volley tedesca
- 1986 - Hemza Mihoubi, ex calciatore algerino
- 1986 - Jessy Moulin, ex calciatore francese
- 1986 - Serge N'Gal, ex calciatore camerunese
- 1986 - Lukáš Opiela, calciatore slovacco
- 1986 - Josefine Preuß, attrice tedesca
- 1986 - Joannie Rochette, ex pattinatrice artistica su ghiaccio canadese
- 1986 - Wesley de Ruiter, ex calciatore olandese
- 1987 - Zahra Bouras, ex velocista e mezzofondista algerina
- 1987 - Marcelo Grohe, calciatore brasiliano
- 1987 - Pauline Jannault, ex cestista francese
- 1987 - Jack Johnson, hockeista su ghiaccio statunitense
- 1987 - Lee Seung-gi, cantante e attore sudcoreano
- 1987 - Florica Leonida, ex ginnasta rumena
- 1987 - Gilman Lika, ex calciatore albanese
- 1987 - Jerome Murphy, giocatore di football americano statunitense
- 1987 - Daniel Oss, ciclista su strada e pistard italiano
- 1987 - John Owoeri, calciatore nigeriano
- 1987 - Jonathan Pearson, ex calciatore maltese
- 1987 - Alexandr Pliuschin, ciclista su strada e pistard moldavo
- 1987 - Marc Staal, hockeista su ghiaccio canadese
- 1987 - Alaa Wardi, artista saudita
- 1987 - Radosław Wojtaszek, scacchista polacco
- 1987 - Vasilij Zavoruev, ex cestista russo
- 1988 - Caroline Abbé, ex calciatrice svizzera
- 1988 - Yannick Boli, ex calciatore francese
- 1988 - Abraham Carreño, ex calciatore messicano
- 1988 - Josh Freeman, ex giocatore di football americano statunitense
- 1988 - Petr Frydrych, giavellottista ceco
- 1988 - Lucas García, ex calciatore argentino
- 1988 - Georgie Gent, ex tennista britannica
- 1988 - Jørn André Hugdal, giocatore di calcio a 5, calciatore e allenatore di calcio norvegese
- 1988 - Magnus Lekven, ex calciatore norvegese
- 1988 - Laura López, pallanuotista spagnola
- 1988 - Jonathan Midol, ex sciatore freestyle e sciatore alpino francese
- 1988 - Kazushi Mitsuhira, calciatore giapponese
- 1988 - Porsha Phillips, ex cestista statunitense
- 1988 - Tomás Rincón, calciatore venezuelano
- 1988 - Artjoms Rudņevs, ex calciatore lettone
- 1988 - Kelli Stack, hockeista su ghiaccio statunitense
- 1988 - Dmitrij Sysuev, calciatore russo
- 1988 - Taison, calciatore brasiliano
- 1988 - Tiago Terroso, ex calciatore portoghese
- 1988 - Jiaqi Zheng, tennistavolista statunitense
- 1989 - Andy Allo, attrice, musicista e chitarrista statunitense
- 1989 - John Astley, giocatore di snooker inglese
- 1989 - Antoni Baliu, hockeista su pista spagnolo
- 1989 - Vera Barbosa, ostacolista e velocista capoverdiana
- 1989 - Morgan Burnett, ex giocatore di football americano statunitense
- 1989 - Luiz Júnior, calciatore brasiliano
- 1989 - Adrián Expósito, attore e modello spagnolo
- 1989 - Tullio Ferrante, politico italiano
- 1989 - Heath Hembree, giocatore di baseball statunitense
- 1989 - Pól Jóhannus Justinussen, calciatore faroese
- 1989 - Triinu Kivilaan, cantante e bassista estone
- 1989 - Justin Knox, cestista statunitense
- 1989 - Yannick Lebherz, ex nuotatore tedesco
- 1989 - Ajub Magomadov, artista marziale russo
- 1989 - Doug Martin, giocatore di football americano statunitense
- 1989 - Tim Matavž, calciatore sloveno
- 1989 - Aleksandr Minčenkov, ex calciatore russo
- 1989 - Beau Mirchoff, attore statunitense
- 1989 - Jennifer Oehrli, calciatrice svizzera
- 1989 - Romeu Ribeiro, ex calciatore portoghese
- 1989 - Andrew Redmayne, calciatore australiano
- 1989 - Miguel Alexandre Jesus Rosa, calciatore portoghese
- 1989 - Michael Schulze, ex calciatore tedesco
- 1989 - Fuyuko Tachizaki, ex biatleta giapponese
- 1989 - Marino Šarlija, cestista croato
- 1990 - Neshe, cantautrice, attrice e ballerina turca
- 1990 - Nicolás Blandi, calciatore argentino
- 1990 - Denia Caballero, discobola cubana
- 1990 - Simone Cairoli, multiplista italiano
- 1990 - Richard Danilo Maciel Sousa Campos, ex calciatore brasiliano
- 1990 - Rafael Delgado, calciatore argentino
- 1990 - Ding Xia, pallavolista cinese
- 1990 - Vincenzo Fiorillo, calciatore italiano
- 1990 - Ray Gaddis, ex calciatore statunitense
- 1990 - Sol González, allenatrice di pallavolo e ex pallavolista portoricana
- 1990 - Kheira Hamraoui, calciatrice francese
- 1990 - Liam Hemsworth, attore australiano
- 1990 - Tomáš Košút, calciatore slovacco
- 1990 - Kevin Lafrance, calciatore francese
- 1990 - Lam Ngai Tong, calciatore macaense
- 1990 - Ignacio Lemmo, calciatore uruguaiano
- 1990 - Quinn McDowell, allenatore di pallacanestro e ex cestista statunitense
- 1990 - Thibault Moulin, calciatore francese
- 1990 - Lorenzo Panzini, cestista italiano
- 1990 - Vítor Bruno, calciatore portoghese
- 1990 - Jessica Scheel, modella guatemalteca
- 1990 - Dávid Szabó, pallavolista ungherese
- 1990 - Jonathan de Amo, calciatore spagnolo
- 1991 - Marcelo Nicolás Benítez, calciatore argentino
- 1991 - Shaun Bruce, cestista australiano
- 1991 - Bohdan Butko, calciatore ucraino
- 1991 - Chang Kai-chen, tennista taiwanese
- 1991 - Federico Jourdan, calciatore argentino
- 1991 - Robert Kiernan, calciatore irlandese
- 1991 - Giulia Lotto, ex calciatrice italiana
- 1991 - Marta Puda, schermitrice polacca
- 1991 - Alexandru Scripcenco, calciatore moldavo († 2023)
- 1991 - Ben Volavola, rugbista a 15 figiano
- 1991 - Mako Vunipola, rugbista a 15 neozelandese
- 1992 - Santiago Arias, calciatore colombiano
- 1992 - Nassim Ben Khalifa, calciatore svizzero
- 1992 - Valentin Bigote, cestista francese
- 1992 - Sam Cane, rugbista a 15 neozelandese
- 1992 - Kaitlyn Christian, tennista statunitense
- 1992 - Thibault Colard, canottiere francese
- 1992 - Mádson, calciatore brasiliano
- 1992 - Hyvin Kiyeng, siepista keniota
- 1992 - Natalia Kurnikowska, pallavolista polacca
- 1992 - Liina Laasma, giavellottista estone
- 1992 - Adam Matthews, calciatore gallese
- 1992 - Emebet Anteneh Mengistu, ex mezzofondista etiope
- 1992 - Esteban Orfano, calciatore argentino
- 1992 - Dinah Pfizenmaier, ex tennista tedesca
- 1992 - Péter Prohászka, scacchista ungherese
- 1992 - Brian Savoy, cestista argentino
- 1992 - Adrian Siemieniec, allenatore di calcio polacco
- 1992 - Marnick Vermijl, calciatore belga
- 1993 - Beáta Adamcová, ex cestista ceca
- 1993 - Fahd Aktaou, ex calciatore olandese
- 1993 - Kendall Anthony, cestista statunitense
- 1993 - Tyler Barnhardt, attore statunitense
- 1993 - Dino Bevab, ex calciatore bosniaco
- 1993 - Paul Dawson, giocatore di football americano statunitense
- 1993 - Dániel Farkas, calciatore serbo
- 1993 - Mauro Fraresso, giavellottista italiano
- 1993 - Alhassan Kamara, ex calciatore sierraleonese
- 1993 - Dee-Ann Kentish-Rogers, modella e ex multiplista anguillana
- 1993 - Xénia Krizsán, multiplista ungherese
- 1993 - Uffe Manich Bech, ex calciatore danese
- 1993 - Samir Mastiev, combinatista nordico russo
- 1993 - Sachika Misawa, doppiatrice giapponese
- 1993 - Leandro dos Santos, pallavolista brasiliano
- 1993 - Kasper Pedersen, calciatore danese
- 1993 - Jaime Rosón, ciclista su strada spagnolo
- 1993 - Storm Roux, calciatore neozelandese
- 1993 - Dobrivoj Rusov, calciatore slovacco
- 1993 - Stefano Sabelli, calciatore italiano
- 1993 - Marcel Schuhen, calciatore tedesco
- 1993 - Pieros Sōtīriou, calciatore cipriota
- 1993 - Jorge Troncoso, ex calciatore cileno
- 1993 - Max Whitlock, ginnasta inglese
- 1993 - Adelina Zagidullina, schermitrice russa
- 1994 - Anass Achahbar, calciatore olandese
- 1994 - Oleksandr Azac'kyj, calciatore ucraino
- 1994 - Nate Britt, ex cestista e allenatore di pallacanestro statunitense
- 1994 - Nik'a K'ach'arava, calciatore georgiano
- 1994 - Tom Lawrence, calciatore gallese
- 1994 - Monica Lestini, pallavolista italiana
- 1994 - Fabián Manzano, calciatore cileno
- 1994 - Vasilije Micić, cestista serbo
- 1994 - Lucy Moss, regista teatrale, compositrice e librettista britannica
- 1994 - Matej Mršić, calciatore croato
- 1994 - Yūma Nakayama, attore e cantante giapponese
- 1994 - Marcelo Ortiz, calciatore argentino
- 1994 - Marianna Ricciardi, medico e politica italiana
- 1994 - Jereem Richards, velocista trinidadiano
- 1994 - Song Ju-hun, calciatore sudcoreano
- 1994 - Richárd Szatlmayer, giocatore di football americano ungherese
- 1994 - Adam Woodbury, ex cestista statunitense
- 1994 - Dmitrij Čistjakov, calciatore russo
- 1995 - Antoine Batisse, calciatore francese
- 1995 - Kenshiro Daniels, calciatore filippino
- 1995 - Cedric Dubler, multiplista australiano
- 1995 - Natalia Dyer, attrice statunitense
- 1995 - Pedro Nuno, calciatore portoghese
- 1995 - Asake, cantante nigeriano
- 1995 - Carlos Ponck, calciatore capoverdiano
- 1995 - Leandro Ribeiro, calciatore brasiliano
- 1995 - Jacopo Vedovato, cestista italiano
- 1995 - Eros Vlahos, attore e comico britannico
- 1995 - Jovan Čađenović, calciatore montenegrino
- 1996 - Amirul Adli, calciatore singaporiano
- 1996 - Babajide David, calciatore nigeriano
- 1996 - Germán Ferreyra, calciatore argentino
- 1996 - Filip Gavenda, pallavolista slovacco
- 1996 - Fernando Kreling, pallavolista brasiliano
- 1996 - Aníta Hinriksdóttir, mezzofondista islandese
- 1996 - Kamil Majchrzak, tennista polacco
- 1996 - Alexis Francisco Peña, calciatore messicano
- 1996 - Yanni Regäsel, calciatore tedesco
- 1996 - Oliver Sail, calciatore neozelandese
- 1996 - Ryan Smith, ex giocatore di football americano e ex rugbista a 15 statunitense
- 1996 - Nikos Vergos, calciatore greco
- 1996 - Vasilij Čerov, calciatore russo
- 1997 - Egan Bernal, ciclista su strada e mountain biker colombiano
- 1997 - Joan Castro, calciatore colombiano
- 1997 - Michael Cheukoua, calciatore camerunese
- 1997 - Luis Díaz, calciatore colombiano
- 1997 - Henry Ellenson, cestista statunitense
- 1997 - Martin Franić, calciatore croato
- 1997 - Joris Gnagnon, ex calciatore francese
- 1997 - Pauls Jonass, pilota motociclistico lettone
- 1997 - Dimitri Lavalée, calciatore belga
- 1997 - Violeta Lazarević, cestista montenegrina
- 1997 - Connor McDavid, hockeista su ghiaccio canadese
- 1997 - Sean Nealis, calciatore statunitense
- 1997 - Ngā Wai Hono i te Pō, regina neozelandese
- 1997 - Mattia Nissolino, doppiatore italiano
- 1997 - Diego Pettorossi, velocista italiano
- 1997 - Douglas Augusto, calciatore brasiliano
- 1997 - Vadym Vitenčuk, calciatore ucraino
- 1997 - Isaiah Wright, giocatore di football americano statunitense
- 1997 - Felipinho, calciatore brasiliano
- 1998 - Marko Burzanović, calciatore montenegrino
- 1998 - Julián Chicco, calciatore argentino
- 1998 - Yoeli Childs, cestista statunitense
- 1998 - Maxim Cojocaru, calciatore moldavo
- 1998 - Gabrielle Daleman, pattinatrice artistica su ghiaccio canadese
- 1998 - Joel Felix, calciatore santaluciano
- 1998 - Roque Fernandes Dos Ramos, canoista saotomense
- 1998 - José Galindo, calciatore messicano
- 1998 - Ilionis Guillaume, triplista francese
- 1998 - Abdou Harroui, calciatore marocchino
- 1998 - Omran Haydary, calciatore olandese
- 1998 - Liane Lippert, ciclista su strada tedesca
- 1998 - Ashton Locklear, ex ginnasta statunitense
- 1998 - Chris Nilsen, astista statunitense
- 1998 - Mārtiņš Pluto, ciclista su strada lettone
- 1998 - Rogério Oliveira da Silva, calciatore brasiliano
- 1998 - Elad Shahaf, calciatore israeliano
- 1998 - Isabela Souza, cantante, attrice e modella brasiliana
- 1998 - Breein Tyree, cestista statunitense
- 1999 - José Enamorado, calciatore colombiano
- 1999 - Joel Fernández, calciatore boliviano
- 1999 - Emma García, sincronetta spagnola
- 1999 - Ricky German, calciatore grenadino
- 1999 - Isak Hien, calciatore svedese
- 1999 - Ekaterina Kazionova, tennista russa
- 1999 - Emilie Nautnes, calciatrice norvegese
- 1999 - Gaëtan Poussin, calciatore francese
- 1999 - Katrina Van Soest, sciatrice alpina canadese
- 1999 - Laura Wienroither, calciatrice austriaca
- 1999 - José Zevallos, calciatore peruviano
- 2000 - Bautista Barros Schelotto, calciatore argentino
- 2000 - Carl Bengtström, ostacolista e velocista svedese
- 2000 - Julio Báez, calciatore paraguaiano
- 2000 - Jack Crowley, rugbista a 15 irlandese
- 2000 - Josip Jurlina, giocatore di calcio a 5 croato
- 2000 - Roy Levy, calciatore israeliano
- 2000 - Jamoi Topey, calciatore giamaicano
- 2000 - Vladimir Screciu, calciatore rumeno
- 2000 - Pamela Nuzhet Toscano Millan, nuotatrice artistica messicana

## XXI secolo(35)
- 2001 - Monsef Bakrar, calciatore algerino
- 2001 - Deonte Banks, giocatore di football americano statunitense
- 2001 - Anastasia Blayvas, lottatrice tedesca
- 2001 - Emmanuel Forbes, giocatore di football americano statunitense
- 2001 - Carlotta Gilli, nuotatrice italiana
- 2001 - Sataoa Laumea, giocatore di football americano statunitense
- 2001 - Barra Njie, cestista svedese
- 2001 - Sambou Soumano, calciatore senegalese
- 2001 - Benjamin Østvold, saltatore con gli sci norvegese
- 2002 - Nicolas Binder, calciatore austriaco
- 2002 - Raphaël Collignon, tennista belga
- 2002 - Diego Medina, calciatore boliviano
- 2002 - Tsuyaka Uchino, pistard giapponese
- 2002 - Vittoria Vecchini, rugbista a 15 italiana
- 2002 - Frederik Vesti, pilota automobilistico danese
- 2002 - Marcel Wędrychowski, calciatore polacco
- 2002 - Flory Yangao, calciatore centrafricano
- 2003 - Sara Andersson, biatleta svedese
- 2003 - Leandro Antonetti, calciatore portoricano
- 2003 - Maximiliano Burruzo, calciatore uruguaiano
- 2003 - Juan Diego Castillo, calciatore colombiano
- 2003 - Rafael Guerrero, calciatore messicano
- 2003 - Mylian Jiménez, calciatore olandese
- 2003 - Oksana Selechmet'eva, tennista russa
- 2003 - Reece Ushijima, pilota automobilistico giapponese
- 2004 - Marie Detruyer, calciatrice belga
- 2004 - Tecla Insolia, cantautrice e attrice italiana
- 2004 - Émile Nadeau, sciatore freestyle canadese
- 2004 - Ou Yushan, ginnasta cinese
- 2004 - Jonah Savaiinaea, giocatore di football americano samoano americano
- 2005 - Iker Bravo, calciatore spagnolo
- 2005 - Damian Clara, hockeista su ghiaccio italiano
- 2005 - Peng Qingyue, saltatrice con gli sci cinese
- 2006 - Puripol Boonson, velocista thailandese
- 2006 - Reza Ghandipour, calciatore iraniano